# Sky Adventure
Sky Adventure è un canale televisivo tematico italiano di proprietà del gruppo Sky Italia dedicato ai programmi di avventura e sport estremi. Sintonizzato alle numerazioni 121 e 407, è visibile all'interno del pacchetto "Sky TV" con "Sky HD", su Sky Go e Now. Nel primo mese di vita, il canale è stato diretto da Roberto Pisoni, il quale ha passato il testimone a Francesca De Martini a partire dal 1° agosto 2025.

## Storia
Le trasmissioni del canale sono partite il 1º luglio 2025, prendendo il posto della versione timeshift di Sky Documentaries sul canale 121 e Discovery Channel sul canale 407.

## Programmi
- Chasing Monsters – A caccia di mostri
- Shark Mania
- Horizon – Alla scoperta di Plutone
- Lego Masters USA
- Bear Grylls – Missione Bahrein
- Mythbusters
- Ice Vikings
- Giant Lobster Hunters – Cacciatori di aragoste
- Space Shuttle – Alla conquista dell’universo
- Ingegneria degli Epic Fail
- Trekking estremi